# Ukichiro Nakaya
Ukichiro Nakaya (中谷 宇吉郎, Nakaya Ukichirō, Kaga, 4 de julho de 1900 – Tóquio, 11 de abril de 1962) foi um físico japonês.
Foi conhecido por ter criado os primeiros flocos artificiais de neve.